# Курд Али, Мухаммед Фарид
Мухаммед Курд Али (араб. محمد كرد علي‎; 1876, Дамаск, Османская империя — 4 февраля 1953, Дамаск, Сирийская Республика) — сирийский писатель

, историк, журналист, просветитель, общественный деятель.

## Биография
Родился в семье небогатого помещика-курда.
В 1892 году окончил французскую миссионерскую школу.
С конца XIX века занимался журналистикой. Испытал влияние египетских просветителей Мухаммада Абдо, Мустафы Камиля и др.
В 1908 году в Дамаске основал социально-политический и литературный журнал «Аль-Муктабас», который вскоре был запрещён османскими властями за антитурецкую направленность.
Инициатор создания в 1919 году и первый президент Арабской академии наук в Дамаске.

## Авторство
Автор монографий и статей по истории, философии и литературе арабских стран, в том числе «История Сирии» (в 6-ти тт., 1925―1928), «Старое и новое в арабской литературе» (1925), «Воспоминания» (в 4-х тт., 1948—1951), «Города арабов» (1949), «Дамасская Гута» (2-е изд., 1952), «Корни ваххабизма» (1956) и др.